# Gilles Moretton
Gilles Moretton (* 10. Februar 1958 in Lyon) ist ein ehemaliger französischer Tennisspieler. Die meisten seiner Erfolge feierte er im Doppel. Im Laufe seiner Karriere gewann er vier Doppeltitel. Im Jahr 1984 erreichte er als Nummer 55 der Weltrangliste die höchste Platzierung seiner Karriere im Doppel.
Er war 1987 Initiator des ATP-Lyon-Tennisturniers.
Von 2001 bis 2014 war er Präsident von ASVEL Lyon-Villeurbanne, einem der besten Basketballvereine Frankreichs.
Im Februar 2021 wurde er zum Präsidenten des Französischen Tennisverbandes Fédération Française de Tennis (FFT) gewählt.

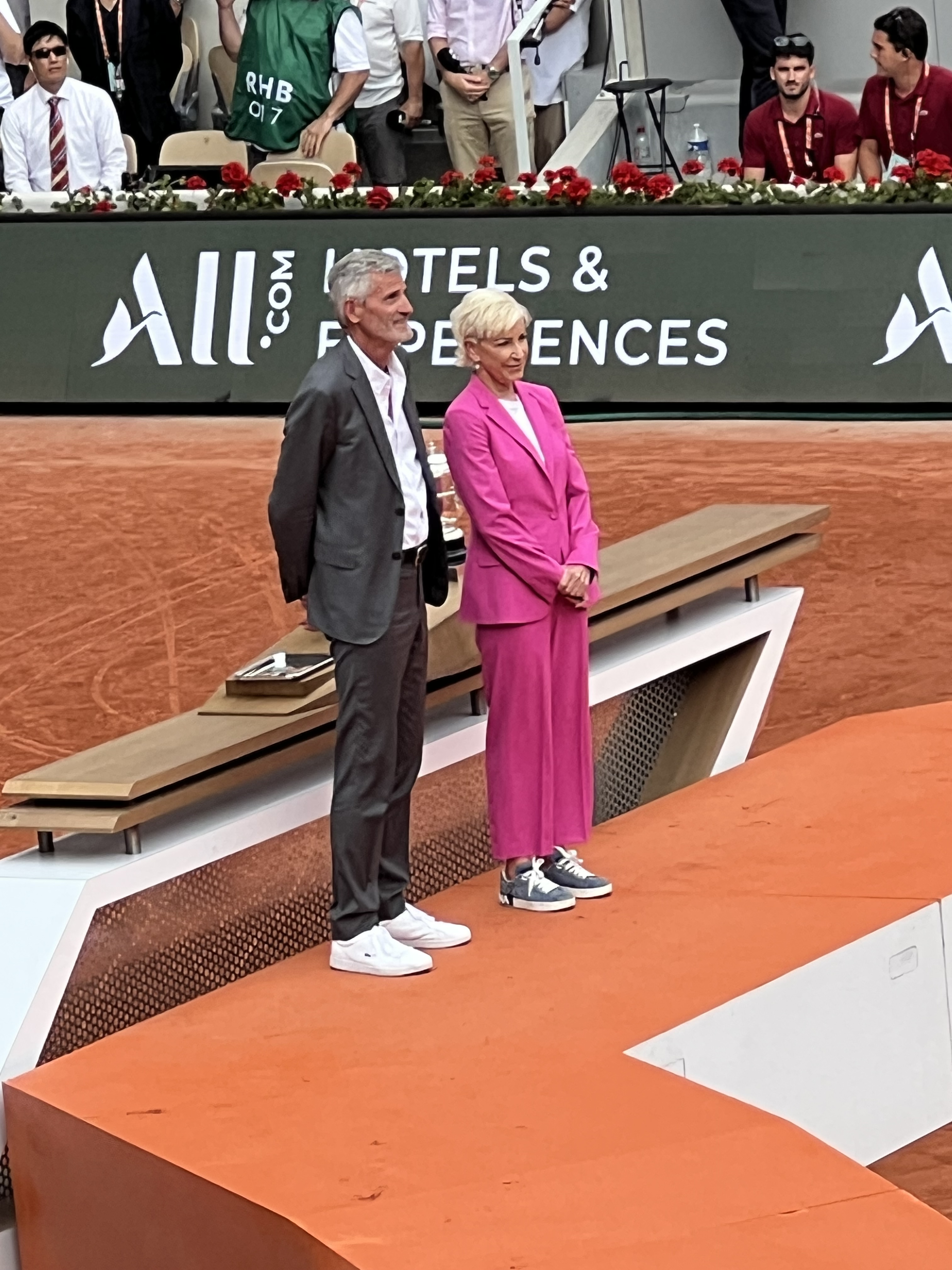
Gilles Moretton und Chris Evert vor der Überreichung der Pokale an die French-Open-Siegerin 2023 im Damen-Einzel, Iga Świątek und die Finalistin Karolína Muchová.
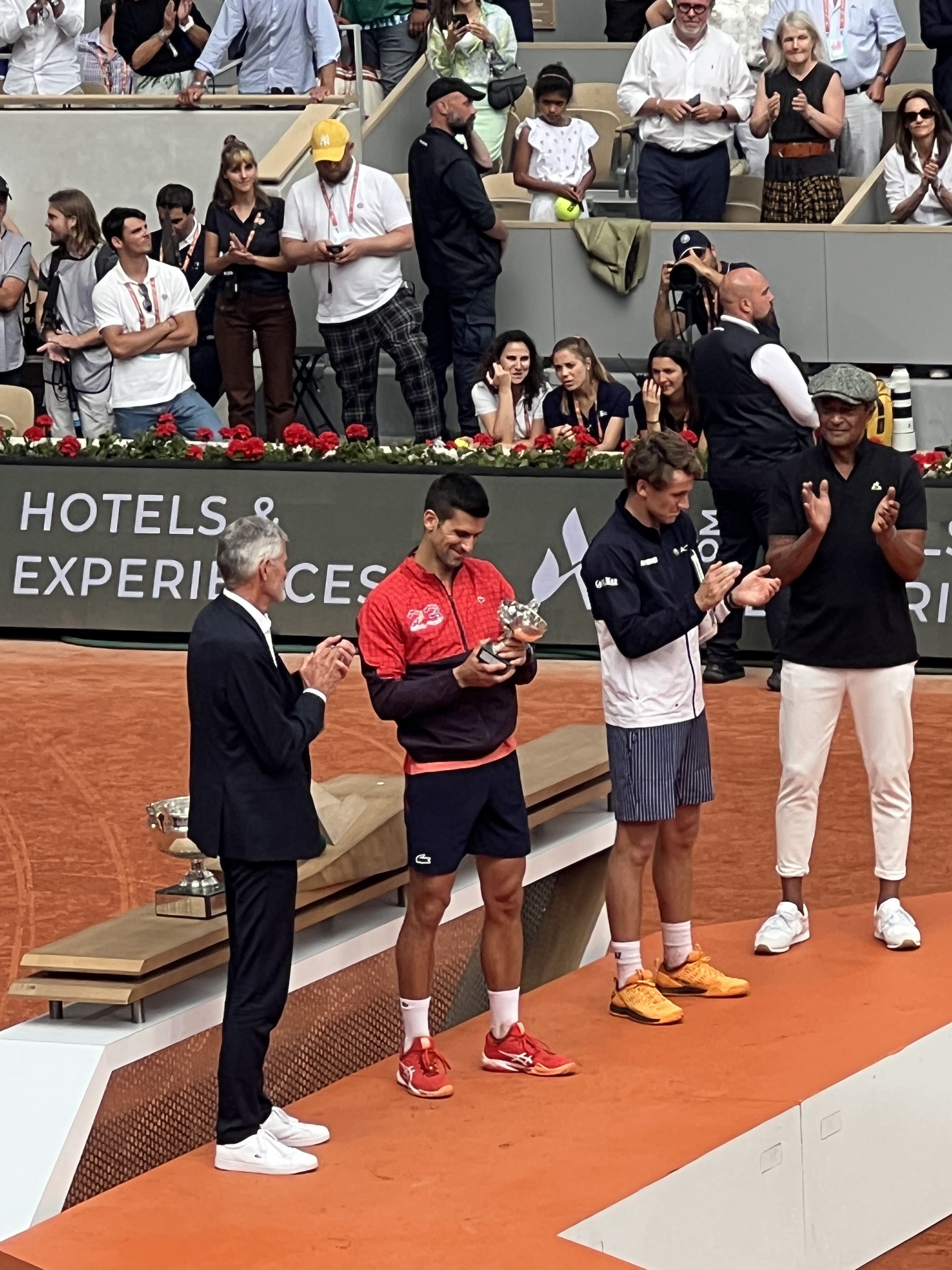
Siegerehrung French Open 2023 v.l.: Gilles Moretton, Sieger Novak Đoković, Finalist Casper Ruud; den Pokal „Coupe des Mousquetaires“ überreichte Yannick Noah.
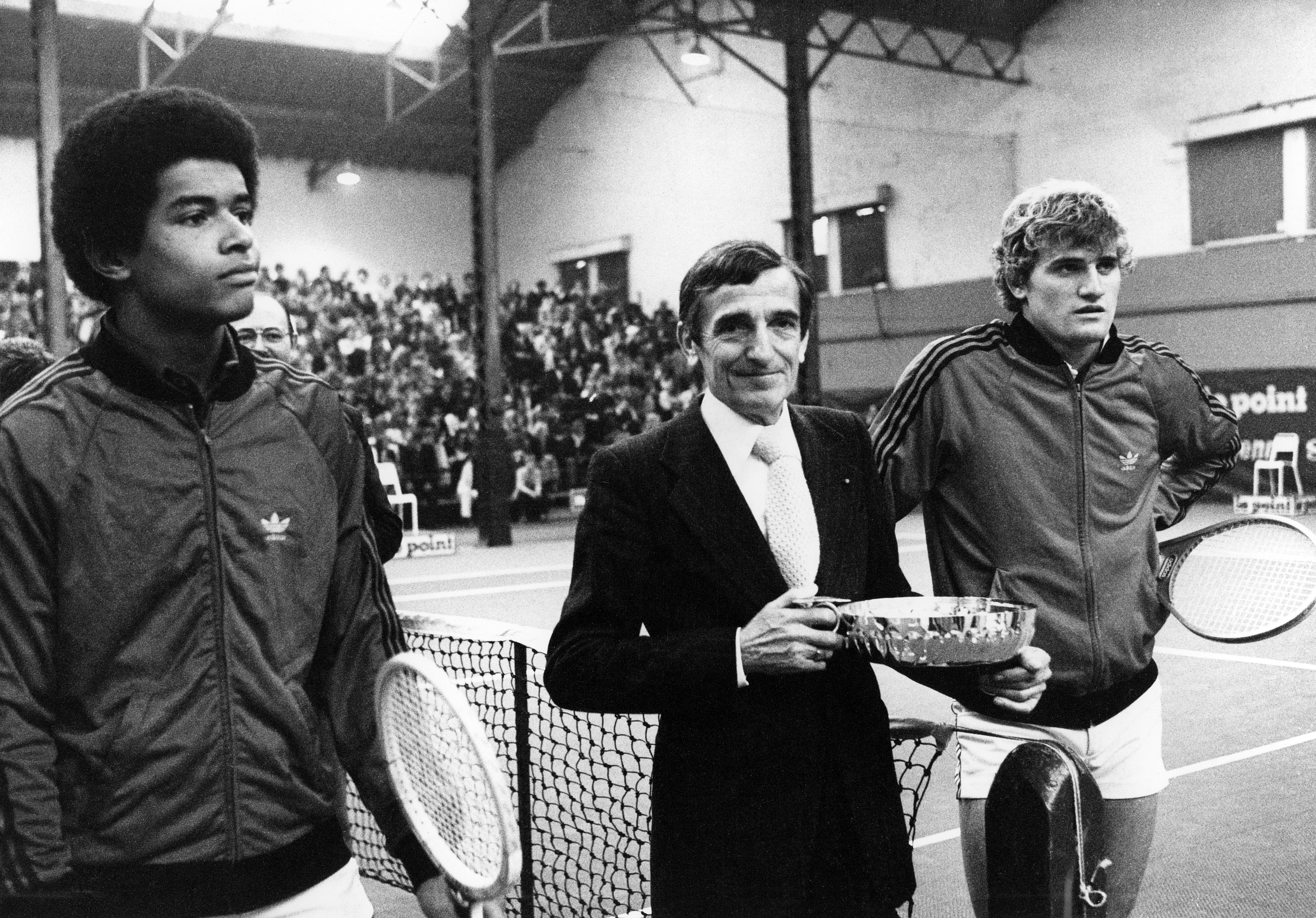
Yannick Noah (links) und Gilles Moretton (Sieger, rechts) bei der Siegerehrung des Winter Masters-Finales im Tennis Club de Lyon am 13. März 1978. In der Mitte der Schiedsrichter Noel Aymard.